# Javier Acuña
Carlos Javier Acuña Caballero (Assunção, 23 de junho de 1988) é um futebolista paraguaio. Atualmente joga pelo Real Mallorca.